# Vivi Flindt
Vivi Flindt (född Vivi Gelker), född 22 februari 1943 i Köpenhamn, är en dansk balettdansare. Hon är dotter till soloflöjtisten Ellton Groth Gelker och Else Margrethe Freundlich och hon var på 1960- och 1970-talet en av Det Kongelige Teaters största profiler inom balett.

## Biografi
År 1951 antogs hon till Det Kongelige Teaters balettskola. Efter avgångsexamen blev hon 1961 anställd som dansare på teatern och 1967 utnämndes hon till solodansare.
Som skolad i klassisk ballet och i Bournonvilleskolan dansade hon bl.a. roller som Birthe i Et Folkesagn, Rosita i Fjernt fra Danmark, Louise i Livjægerne på Amager, Snedronningen i Nötknäpparen og Svanilda i Coppelia. Men det var inte sådana roller som gav henne världsberömmelse, utan en modern repertoar. Hon fick stor framgång i baletter som Aureole (av Paul Taylor 1968) där man för första gången dansade barfota, som Columbine i Pierrot Lunaire (av Glen Tetley), i titelrollen i Fröken Julie (av Birgit Cullberg), som Desdemona i Morens Pavane (av José Limón).
Hennes man Flemming Flindt skapade flera roller direkt för henne, som hon dansade med stor framgång. Det var exempelvis verk som Mylady i De Tre Musketörerna, den unge pige i Den Forunderlige Mandarin, bruden i Den Unge Mand Skal Giftes och den store rollen i Dødens Triumf.
År 1978 lämnade både hon och hennes man Det Konglige Teater och var därefter bland annat verksamma vid baletten i Dallas under flera år. Åren 1982–1989 var hon ledare av balettskolan Dallas Ballet Academy. Hon var också medlem av truppen Rudolf Nureyev and Friends, med vilken hon turnerade i ett flertal år och dansade bland annat Pierrot Lunaire tillsammans med Rudolf Nurejev.
Åren 1994–1996 var hon tillbaka vid Det Kongelige Teater, där hon fungerade som regissör och lärare. Här gav hon också 1995 sin avskedsföreställning som dansare i baletten Dødens Triumf.
År 1992 medverkede hon i utgivningen av boken (med tillhörande video), Bournonville Ballet Technique, om August Bournonvilles teknik. År 1974 fick hon Dannebrogorden.
Vivi Flindt gifte sig den 28 januari 1970 med balettmästaren och koreografen Flemming Flindt. Hon hade då en dotter, Tina (född 1964), från ett tidigare äktenskap, men fick senare två döttrar: Bernadette (född 1970) och Vanessa (född 1974) med Flemming Flindt. Äktenskapet upplöstes 1995.